# Szent Lőrinc (szőlő)
A szent Lőrinc szőlőről  feltételezik, hogy nevét az ezen bogyók beérését ünneplő, augusztus 10-én tartott Laurenzitagról, azaz Szent Lőrinc napjáról kapta.

## Származása, elterjedése
Eredete ismeretlen, feltehetőleg francia, ez esetben német közvetítéssel került el hazánkba. A szőlőtermesztés északi határán fekvő országok fajtája, így legtöbbet Ausztriában termesztik (ott St. Laurent, Sankt Laurent néven ismert;  szlovákul svatovavrinecke).
Az 1. világtháború előtt Magyarországon a három legelterjedtebb vörös borszőlő egyike volt, de A Trianoni békeszerződés után az ország maradékán valamiért nem telepítették újra. A Felvidéken máig nagy területen termelik;, a kékfrankos mellett ebből a szőlőből készül a legtöbb vörösbor. Szlovéniában is nagy területen ültetik.

## Megjelenése, felépítése
Megjelenése leginkább a pinot noirra hasonlít, de a bogyók héja héja annál vastagabb. Levele középnagy, kerekded, sekélyen vagy közepesen tagolt, öt karéjú. Szövete durva, a levél széle csipkés.
Fürtje közepes méretű, kúp alakú, tömött. Bogyója kicsi vagy középnagy, ovális, kékesfekete. Termőképessége közepes, kötődésérzékenysége egyes évjáratokban szembetűnő.

## Életmódja, termőhelye
Leginkább a mély rétegű, enyhén meszes talajokon érzi jól magát. Tőkéje erősen nő. Rendszerint szeptember végén, a Pinot noir szőlő előtt szüretelhető. Fagytűrő képessége közepes. Rothadásra nem hajlamos.
Az időjárás szeszélyeit jól tűri.

## Bora
Jó minőségű, mély színű, fajtajelleges, kissé savas. Meghatározó ízjegyei az erdei gyümölcsök.
Szép rubin színű bora a pohár falán középtempóban szalad le.
Ízvilága kissé talán szokatlan, de a különleges helyi szőlőfajtákból szűrt borok kedvelői szeretik az ilyen tételeket. A mélyebb, finomabb ízű zweigeltekhez hasonló, ami nem véletlen, mivel a zweigeltet a Szent Lőrinc és a kékfrankos keresztezésével hozták létre. Az osztrák pincészetekben a palackozott St. Laurent borok átlagos ára 10 euró, de nem ritkák a 15–20 euróért forgalmazott tételek sem.
Érdekes az első benyomás, amelyben a kissé fanyarabb füstös, szárított húsos ízek dominálnak.